# Walsinghame
Walsinghame is een compositie van Arnold Bax.
Het is een toonzetting van het gelijknamige gedicht (beginregel "As you came from the holy land of Walsinghame") van vermoedelijk Sir Walter Raleigh. Walsingham is een bedevaartsplaats in het Verenigd Koninkrijk. Het werk is te danken aan Peter Warlock (Philip Heseltine), die Bax attent maakte op de tekst tijdens een logeerpartij in Eynsford (mei 1926), waar Heseltine woonde. Bax week af van de tekst, dat verklarend uit het feit dat Heseltine het gedicht uit het hoofd voordroeg. Bax refereerde wel aan de originele schrijver als zijnde uit de 16e eeuw.
De toonzetting is geschreven voor sopraan, tenor, gemengd koor (SATB) en symfonieorkest. Het werk werd nimmer populair.